# Moulin de Rochereuil
Le moulin de Rochereuil est un moulin à eau situé en Dordogne dans le Périgord vert, dans la commune de Grand-Brassac.

## Histoire du moulin
Construit en 1129, il est actuellement en rénovation.
Bien qu'il ait servi durant de nombreux siècles à la population locale, le moulin a été supplanté au XIXe siècle par la machine à vapeur puis l'électricité.
Dans le but de préserver ce patrimoine, la commune de Grand-Brassac l'a équipé en 1937 d'une turbine et d'une roue à auges, afin de l'utiliser pour la fabrication de l'huile de noix et la production d'électricité hydraulique.
Il est recensé dans la base Mérimée depuis 2000.

## Architecture
Le moulin, de dimensions réduites, est entièrement bâti en pierres de taille ; son toit est recouvert des tuiles rouges traditionnelles de la région.
Il est composé d'une pièce centrale d'environ 18 mètres carrés, séparée en deux parties par un muret de pierres et de poutres de chêne. C'est dans cette pièce unique que se situe la machinerie, qui a évolué au fil des fonctions du moulin.
La roue du moulin est en bois ; elle est située sur le flanc gauche du moulin. Cette roue est uniquement visible que depuis une passerelle traversant la Drone. C'est d'ailleurs l'eau de cette rivière qui l'alimente.

## Utilité du moulin

### Production d'huile de noix
Il s'agit aujourd'hui de l'activité principale du moulin.
La roue à auges permet, via un système d'arbres de transmission, la mise en mouvement de la meule de pierre.

### Transformation des céréales
Cette activité, aujourd'hui abandonnée, a pourtant longtemps été la principale utilité du moulin avec la transformation du grain en farine.

### Production d'électricité
Une turbine productrice d'énergie équipe le moulin, lui permettant ainsi d'assurer sa propre consommation en électricité.

### Valeur touristique
Le moulin de Rochereuil est également un musée concentré sur le thème de la production de l'huile de noix. Il est intégré à certains évènements sportifs, comme les raids Val de Drone et Raidillon.
Ce moulin traditionnel est souvent visité par des promeneurs et touristes de passage souhaitant explorer le patrimoine rural du Périgord Vert.